# 鬼平外伝 最終章 四度目の女房
『鬼平外伝 最終章 四度目の女房』（おにへいがいでん さいしゅうしょう　よどめのにょうぼう）は、2016年に時代劇専門チャンネルで放送された単発のテレビ時代劇である。
このドラマは『鬼平犯科帳』の番外編として時代劇専門チャンネルとスカパー!が共同制作したオリジナル時代劇の第5弾で、2016年10月にBSスカパー!で先行放送され、2016年12月10日に時代劇専門チャンネルで放送された。

## あらすじ
腕利きで人柄も良いと評判の大工・伊之松（片岡愛之助）は、おりつ（前田亜季）という女房をもらって数年になる。そんな伊之松に心底惚れ抜いているおりつは、日夜を問わず伊之松に尽くすことだけに生きがいを感じていた。しかし、実は伊之松にとっておりつは四度目の女房だった。

## キャスト
- 伊之松：片岡愛之助
- おりつ：前田亜季
- おこう：山本陽子
- おせい：山下容莉枝
- 留三：金井勇太
- 仁吉：正名僕蔵
- 井原新十郎：山田純大
- 友次郎：梨本謙次郎
- 小兵衛：上杉祥三
- おのぶ：吉谷彩子
- 政右衛門：芝本正
- 富五郎：螢雪次朗
- 綱右衛門：高橋長英
- 中屋利三郎：本田博太郎
- ナレーション：中村梅雀

## スタッフ
- 監督：井上昭
- 原作：池波正太郎「四度目の女房」（角川文庫『にっぽん怪盗伝』所収）
- 脚本：金子成人
- 企画・プロデュース：宮川朋之
- プロデューサー：樋渡典英（時代劇専門チャンネル）、高橋志津子、佐生哲雄、足立弘平、嶋村希保
- 制作：時代劇専門チャンネル／スカパー！／松竹株式会社